# Cedratvirus
Cedratvirus (лат.) — род гигантских вирусов из семейства Pithoviridae, имеющий вирионы яйцевидной формы. Cedratvirus отличается от других вирусов наличием двуслойных покровов.
Первый представитель рода Cedratvirus A11 описан в 2016 году при совместной культивации амёб Acanthamoeba castellanii с различными образцами окружающей среды, взятыми из Алжира.
По состоянию на ноябрь 2018 года род Cedratvirus не зарегистрирован в базе данных Международного комитета по таксономии вирусов (ICTV).

## Описание
Вирионы Cedratvirus достигают в длину от 1 до 1,2 мкм и до 0,5 мкм в диаметре. По форме вирионы яйцевидные и похожи на вирионы Pithovirus sibericum, кроме того, они имеют двуслойные покровы. Толщина покровов вириона различна в разные стадии инфекционного цикла. На ранних этапах инфекции наружный слой имеет толщину 40 ± 5 нм, а позднее утолщается до 55 ± 5 нм. Такие изменения могут быть вызваны интернализацией вирусных частиц в фагосомах и вакуолях амёбы, а также постепенным разрушением вирионов после выхода вирусной ДНК в цитоплазму клетки. Как и у P. sibericum, ДНК выходит в цитоплазму через особое отверстие в капсиде.
Геном Cedratvirus представлен двуцепочечной кольцевой молекулой ДНК, состоящей из 589068 пар оснований (п. о.). GC-состав генома равен 42,6 %. Несмотря на морфологическую схожесть вирионов с вирионами Pithovirus, геном Cedratvirus короче, чем у P. sibericum и P. massiliensis, на 21 и 97 тысячу п. о. соответственно. В геноме Cedratvirus не выявлено палиндромных повторяющихся последовательностей, однако обнаружено 27 возможных областей повторов. В геноме Cedratvirus закодировано 574 предсказанных белков, что больше, чем у вирусов рода Pithovirus. Генов тРНК в геноме не обнаружено. Для 177 белков Cedratvirus в базах данных не удалось найти гомологов. 258 его белков гомологичны белкам других вирусов, 108 — белкам эукариот и лишь 31 — белкам прокариот. Среди вирусных белков 84,1 % гомологов принадлежат Pithovirus. Белки-гомологи эукариотического происхождения принадлежат зелёной водоросли Micromonas pusilla, амёбе-хозяину A. castellanii и бурой водоросли Ectocarpus siliculosus. Из тех генов Cedratvirus, которые удалось аннотировать, многие задействованы в уникальных для гигантских вирусов процессах: например, были найдены гены биосинтеза ароматических аминокислот и ген D-3-фосфоглицератдегидрогеназы. Также выявлены две копии гена рибонуклеазы III и один дальний гомолог гена рибонуклеазы H.

## Жизненный цикл
Инфекционный цикл Cedratvirus начинается стандартно для гигантских вирусов: вирионы фагоцитируются амёбой, попадают в фагосомы и далее вакуоли, после слияния внутренней вирусной мембраны и мембраны вакуоли вирусная ДНК выходит в цитоплазму. В выходе ДНК задействован, по-видимому, только один слой двуслойного капсида. В цитоплазме также выявляется некоторое количество пустых вирусных частиц, не содержащих ДНК. Через 4 часа после заражения в цитоплазме клетки появляется вирусная фабрика. Через два—четыре часа в них выявляются зрелые вирионы, хотя образование новых частиц не останавливается. Через 10 часов после заражения культуры некоторые клетки разрываются, высвобождая вирусные частицы, а через 24 часа после заражения наступает полный лизис культуры.

## Филогения и родственные связи
Считается, что ближайшими родственниками Cedratvirus являются Pithovirus sibericum и Pithovirus massiliensis, поэтому предварительно оба рода относят к семейству Pithoviridae. В 2017 году было объявлено об открытии ещё одного представителя Cedratvirus — Cedratvirus lausannensis, который также близок к Pithovirus. Он был обнаружен в образце воды для полива растений во Франции. В 2018 году был описан ещё один представитель рода — Cedratvirus getuliensis, который был обнаружен в Бразилии. Филогенетический анализ 2018 года показал, что бразильский вирус образует отдельную эволюционную ветвь в роде Cedratvirus.